# Usama Mukwaya
Usama ( /ʊˈsɑːmə/)"Osam" Nyanzi Mukwaya es un guionista, director de cine, productor, actor y ex presentador de televisión ugandés. Su cortometraje Hello, fue ganador en la categoría mejor película en los premios para estudiantes del MNFPAC de 2010.
Debutó como director con Love faces, estrenada en enero de 2018. Otras de sus películas importantes incluyen Bala Bala Sese, dirigida por Lukyamuzi Bashir; él fue acreditado como escritor y productor. La película fue nominada a los premios Africa Movie Academy Awards en la categoría Mejor Película en Lengua Africana. En noviembre de 2018, fue director de contenido de Stream Afrique, una plataforma de transmisión por suscripción de contenido principalmente africano.

## Biografía
Nacido en Kampala, Uganda, Mukwaya tiene ascendencia de Ganda, Ankole y Ruanda. Es hijo del líder religioso Abdullah Mukwaya y Aziidah Mariam. Desde el 24 de abril de 2019, se desempeña como Qadhi del distrito de Mbarara.
En 2008, estudió una certificación Cisco en redes y administración LAN / WAN en la facultad de tecnología de la información en la universidad Makerere. Tiene un diploma en dirección cinematográfica del MNFPAC. También se inscribió en un Diplomado en Administración de Empresas en la Universidad de Cavendish.

## Carrera profesional

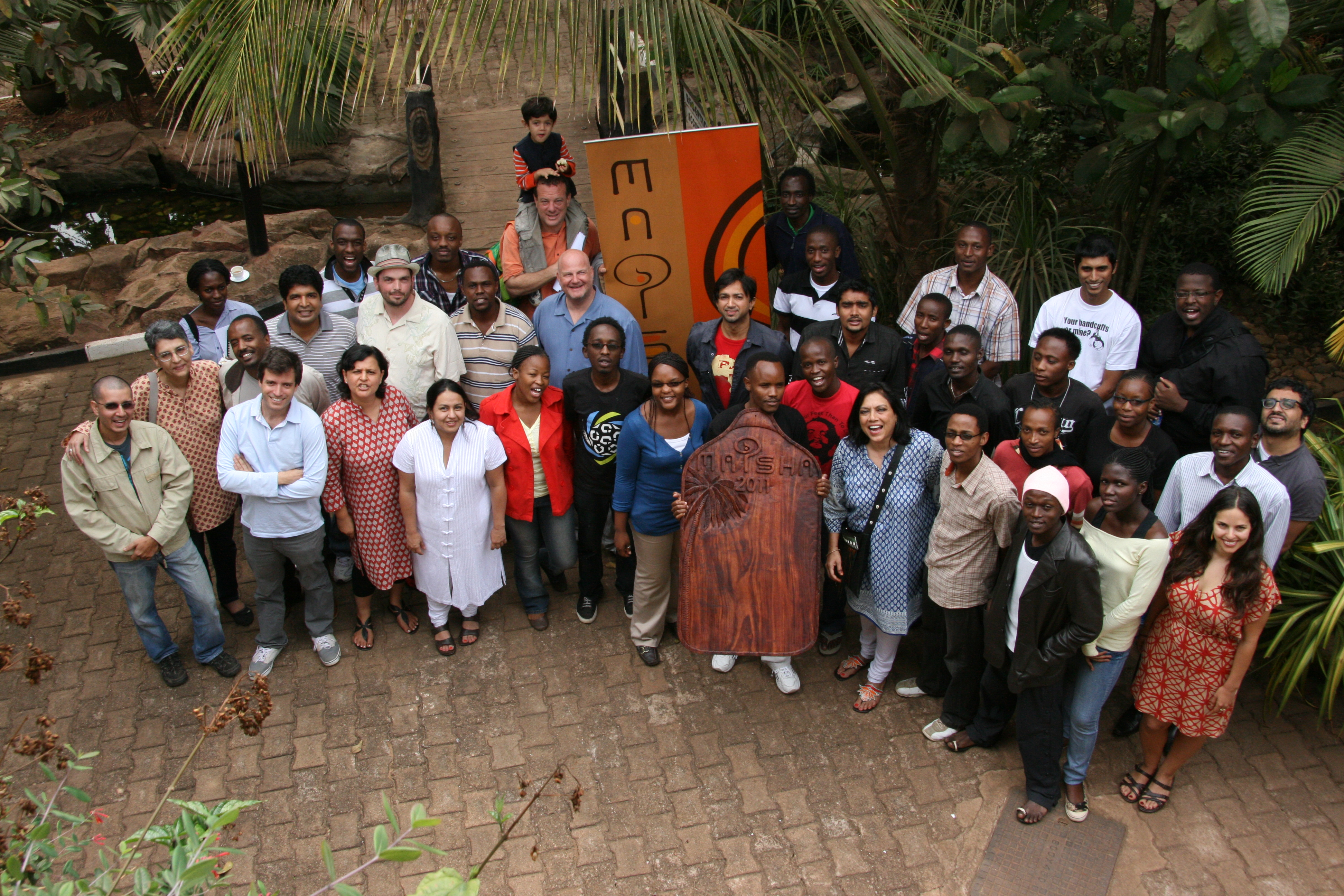
Mukwaya, primero desde la derecha, con otros participantes y mentores de Maisha 2011. En tercer lugar en la misma fila está la fundadora del laboratorio, la directora de cine Mira Nair.

Según Usama, comenzó a escribir cuando era niño. Hizo su entrada en la industria cinematográfica en 2009 a través de Maryland Productions de Dan Kiggundu, donde debutó como editor de guion y actor secundario en el drama televisivo Pain of Lies de 2011.

### Cine
A través de Uganda Film Network, se unió al Mariam Ndagire Film and Performing Arts Center, donde trabajó en su primer cortometraje, Hello. En julio de 2011, llegó a la selección final de los 12 guionistas de todo el este de África para participar en el séptimo Maisha Film Lab, y terminó con una colaboración con Diana Karua en la realización de la película She Likes Prada.
En 2011, ganó el premio Young Achievers en la categoría de cine y televisión, siendo el más joven entre los ganadores, junto al presidente de Ruanda Paul Kagame, quien ganó el premio a la trayectoria.
Entre otros cuatro jóvenes directores, en agosto de 2012, dirigió su primera película, Smart Attempt, escrita por Julian Nabunya y Abel Mwesigwa durante la primera temporada del programa Movie Furnace. Continuó participando en la segunda temporada del programa con su cortometraje In Just Hours; emergente ganador de la temporada al mejor director de cortometraje.
Trabajó como secretario general y tesorero de Screenwriter's Guild of Uganda Film Network y como secretario general del Pearl International Film Festival. Posteriormente, fue nombrado programador del festival para la séptima, octava y novena edición.
En julio de 2014, comenzó su propia productora O Estudios Entertainment, con sede en Uganda, cuyo primer proyecto fue el cortometraje Tiktok, escrito y dirigido por él mismo. La productora ha desarrollado distintos proyectos audiovisuales, incluyendo su debut como director, Love faces.
Inmediatamente después de Maisha Film Lab en 2011, conoció al director de video Lukyamuzi Bashir y comenzaron a trabajar en Bala Bala Sese, su primer largometraje como productor y escritor y debut directivo de Lukyamuzi. La película se estrenó el 3 de julio de 2015 en el teatro Labonita. Se convirtió en uno de los primeros proyectos de Uganda en recibir una estructura de marketing profesional y continuó encabezando las mejores películas de Uganda de 2015 y el año siguiente. Fue nominada en los 12th Africa Movie Academy Awards a la Mejor Película en Lengua Africana. También participó en festivales de cine internacionales, incluido el Festival de Cine Africano de Luxor en Egipto, donde realizó su estreno en África y compitió en la categoría de Narrativa Larga con otras 13 películas africanas. Fue la película de apertura en el 10 ° Festival Internacional de Cine de Amakula, calificando automáticamente para el premio Golden Impala en la categoría de mejor película africana, a la postre ganado por De Noir. La película debutó en Europa en el Festival de Cine Africano de Helsinki en Finlandia.
Después del lanzamiento de Bala Sese, Usama unió Allan Manzi como escritor y productor para la realización del cortometraje Rehema. La película se proyectó por primera vez en el 38.º Festival Internacional de Cine de Durban y también ganó el premio al mejor cortometraje en el Festival de Cine de Uganda.
En 2018, después de una exitosa colaboración con Bobby Tamale en Tiktok, Mukwaya y Bobby lanzaron Love faces, el debut en la dirección de largometrajes de Usama donde se asoció nuevamente con Laura Kahunde (Hello) y Patriq Nkakalukanyi (Tiktok), junto con el debutante Moses Kiboneka Jr. La película fue coproducida por Tamz Production y O Studios Entertainment. Ganó en la categoría mejor película en los Viewers Choice Movie Awards y fue nominada en el Festival de Cine de Uganda 2017 por Mejor Diseño de Vestuario y Diseño de Producción y en elFestival Internacional de Cine Amakula 2018 como mejor película.
The Blind Date fue la segunda colaboración entre Mukwaya y Loukman Ali después de trabajar juntos en la serie de televisión Kyaddala (2019). Fue el primero de los tres episodios destinados a una especie de antología. Un episodio de seguimiento titulado Sixteen Rounds se encuentra en fase de producción.

### Televisión
En julio de 2013, debutó en televisión como presentador en la segunda temporada de Movie Digest Show en Record TV Network Uganda. A mediados de 2018, se unió a la producción del programa de televisión Kyaddala como productor. La serie, ambientada en una vida de escuela secundaria actual, se centra en problemas sociales de la vida real que afectan a los jóvenes en África y está protagonizada por actores de Nigeria, Kenia y Uganda. Se anunció en octubre de 2020 que se renovaría para la segunda temporada con Usama regresando como productor y en conversaciones para dirigir también.

## Filmografía

### Cine
| Año  | Título         | Acreditado como | Acreditado como | Acreditado como | Notas                                                   |
| Año  | Título         | Director        | Productor       | Escritor        | Notas                                                   |
| ---- | -------------- | --------------- | --------------- | --------------- | ------------------------------------------------------- |
| 2010 | Hello          | No              | No              | Sí              | También acreditado como primer asistente del director   |
| 2012 | Smart Attempt  | Sí              | no              | no              |                                                         |
| 2013 | In just hours  | Sí              | no              | sí              |                                                         |
| 2012 | Tiktok         | Sí              | no              | sí              |                                                         |
| 2015 | Bala Bala Sese | No              | sí              | sí              |                                                         |
| 2017 | Rehema         | No              | sí              | sí              | coproductor junto a Allan Manzi                         |
| 2017 | Love faces     | Sí              | sí              | sí              | Debut como director; coproductor junto con Bobby Tamale |
| 2021 | The Blind Date | No              | sí              | no              |                                                         |
| 2021 | Sixteen Rounds | No              | sí              | no              | Secuela de "The Blind Date"                             |

### Televisión
| Año        | Título                       | Acreditado como | Acreditado como | Acreditado como | Acreditado como     | Notas                                  |
| Año        | Título                       | Escritor        | Director        | Productor       | Productor ejecutivo | Notas                                  |
| ---------- | ---------------------------- | --------------- | --------------- | --------------- | ------------------- | -------------------------------------- |
| 2012-2013  | Show de resumen de películas | No              | no              | sí              | no                  | También anfitrión de la temporada 2013 |
| 2021       | Sanyu                        | No              | no              | sí              | no                  | Series de televisión                   |
| Desde 2019 | Kyaddala                     | No              | sí              | sí              | no                  | Serie de televisión                    |

## Filantropía
Comenzó su trabajo filantrópico en 2015 con Empowerment of Disadvantaged Youth and Children (EDYAC) cuando viajó a Tororo en el este de Uganda para compartir experiencias de vida. Más tarde, él y Bobby Tamale publicaron un documental en YouTube sobre la experiencia.

### Beca Usama Mukwaya
La Beca Usama Mukwaya es otorgada anualmente, basada en el mérito para apoyar a creativos ugandeses sobresalientes, colaborativos y en ascenso en una innovadora experiencia cinematográfica y teatral de un año. Es administrado por Marisul, una organización sin fines de lucro fundada por el propio Usama. La beca inaugural fue otorgada en mayo de 2021 a Kizito Ismael después de ganar la mejor producción teatral en el Centro de Artes Escénicas y Cinematográficas Mariam Ndagire 2021.